# Cantón de Barrême
El cantón de Barrême era una división administrativa francesa que estaba situada en el departamento de Alpes de Alta Provenza y la región de Provenza-Alpes-Costa Azul.

## Composición
El cantón estaba formado por ocho comunas:
- Barrême
- Blieux
- Chaudon-Norante
- Clumanc
- Saint-Jacques
- Saint-Lions
- Senez
- Tartonne

## Supresión del cantón de Barrême
En aplicación del Decreto nº 2014-226 de 24 de febrero de 2014, el cantón de Barrême fue suprimido el 22 de marzo de 2015 y sus 8 comunas pasaron a formar parte del nuevo cantón de Riez.